# Cid Fredholm
Cid Fredholm, född 29 maj 1900 i Malmö, död 22 oktober 1955 i Veddige, var en svensk målare och  tecknare. 
Fredholm studerade vid Konstakademien i Stockholm. Hans konst består av landskapsbilder från  Hässleholmstrakten i olja eller akvarell. Han räknas som en genuin Hässleholms konstnär. Vid utställningen Konstnärer från Hässleholm genom tiderna 2015 i Hässleholm var Fredholm representerad med några verk. Han är begravd på Veddige kyrkogård.